# Geo Langie
Geo Langie (Nukerke, 21 augustus 1906 - Gent, 13 januari 1982) ook als Geo Lange bekend, was een Vlaamse etser en tekenaar.

## Biografie
Geo Langie werd geboren in Nukerke, maar zijn ouders verhuisden naar Gent toen Geo nog een baby was. Hij groeide op in Gent en volgde er een opleiding meubelmakerij aan de Stedelijke vakschool. Via avondlessen studeerde hij ook kunstgeschiedenis en decoratieve kunsten aan het Sint-Lucasinstituut te Gent bij de beeldhouwer Joseph Cornelis en de schilder Karel Van Belle.
Hij vestigde zich als ensemblier-meubelmaker te Ledeberg en maakte de ontwerpen voor de vooroorlogse bioscoopinterieurs van de  Gentse Century, Roxy en Lido, maar hij bleef uit liefhebberij schetsen, tekenen en schilderen. Omstreeks 1950 kocht hij een ets van Jules De Bruycker en begon hij zich aan de etskunst te interesseren. Hij leerde de techniek van het kopergraveren en ging zich volledig aan het etsen wijden.
Hij maakte vooral afbeeldingen van pittoreske hoekjes en van het historisch decor van de stad Gent en bevolkte die met de gewone volksmens. Zijn etsen zijn licht karikaturaal, folkloristisch en erg humoristisch en dynamisch, in de stijl van Jules De Bruycker. Zijn bekendste reeksen zijn ‘De Gentse Feesten’, ‘Het Begijnhof’ en ‘Beroepen’. Naast zijn activiteit als etser was hij ook een verdienstelijk fotograaf en maakte hij gedurende 20 jaar humoristische filmpjes. In 1947 werd hij bekroond als beste amateur-cineast met zijn prent ‘Bruine Bonen’.
Hij overleed te Gent op 13 januari 1982 en werd begraven op het Campo Santo te Sint-Amandsberg.